# Schwalbenschwanz-Riffbarsch
Der Schwalbenschwanz-Riffbarsch (Acanthochromis polyacanthus) kommt in den Korallenriffen des zentralen tropischen Indopazifik, rund um den Indo-australischen Archipel vor. Sein Verbreitungsgebiet umfasst die Küstengewässer von Indonesien, der Philippinen, Neuguineas, der Salomonen, Vanuatus und das Great Barrier Reef vor dem nordöstlichen Australien. Er lebt vor allem an steilen Riffkanten in Tiefen von einem bis 65 Metern und ernährt sich von Zooplankton.

## Merkmale

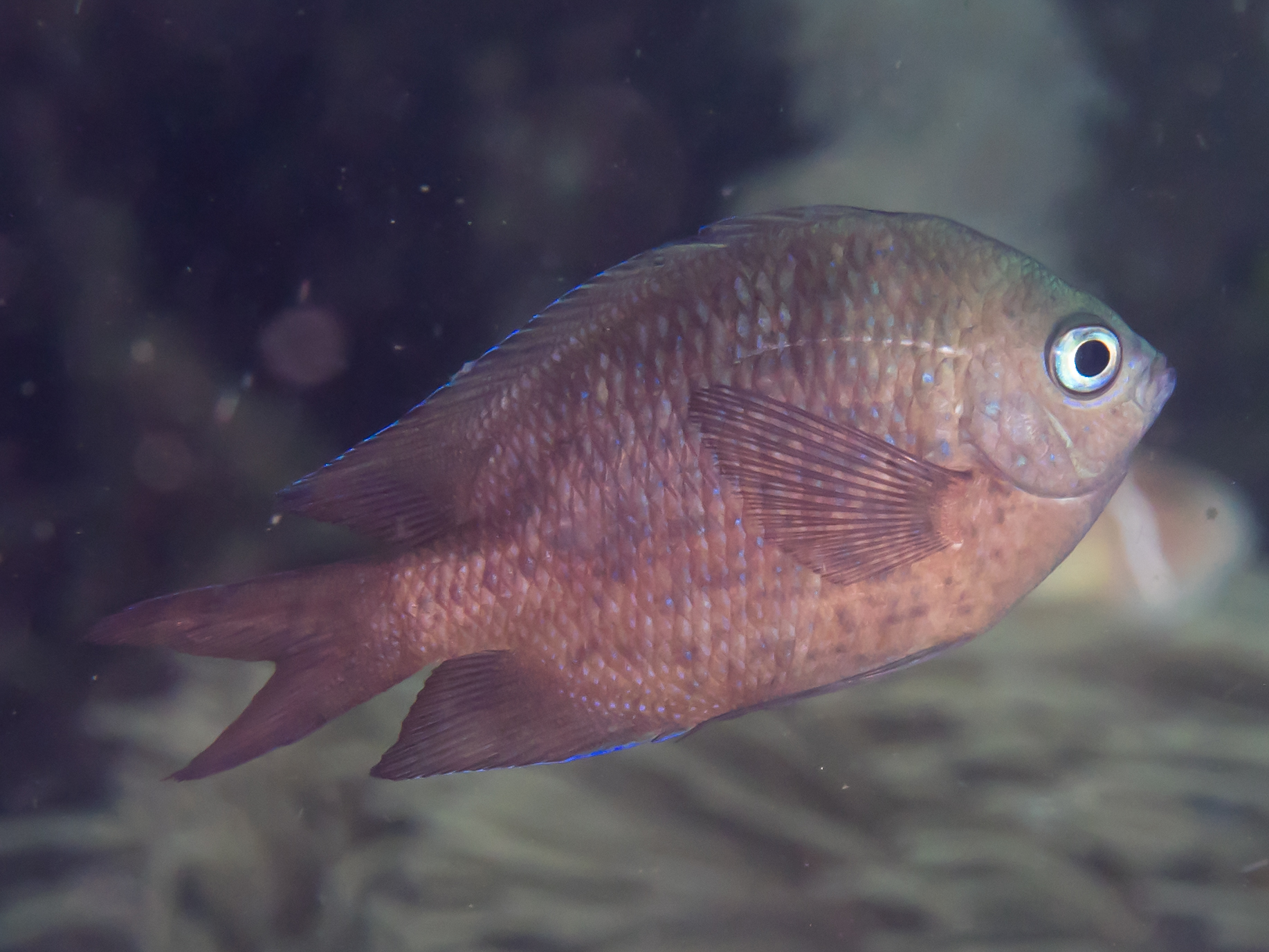
Schwalbenschwanz-Riffbarsch, indonesische Morphe

Schwalbenschwanz-Riffbarsche werden elf bis 15 Zentimeter lang. Die Körperlänge beträgt das 1,7 bis 2,0fache der Körperhöhe. Hinsichtlich ihrer Färbung sind sie sehr variabel. Die indonesische Population ist einfarbig dunkelbraun, manchmal fast schwarz. Bei den Salomonen kommt eine blaugrüne Farbform vor, deren Rücken- und Afterflosse einen schwarzen Außenrand haben. Die Tiere am Great Barrier Reef sind graublau mit weißem Hinterleib und weißer Schwanzflosse. Jungfische sind braun mit einem goldgelben Streifen entlang der Seitenlinie. Entlang der Seitenlinie haben Schwalbenschwanz-Riffbarsche 20 bis 22 Schuppen. Die Anzahl der Kiemenreusenfortsätze beträgt 21 bis 23. Die Schwanzflosse ist tief gegabelt.
Flossenformel: Dorsale XVII/14–16, Anale II/14–16, Pectorale 17–18.

## Fortpflanzung

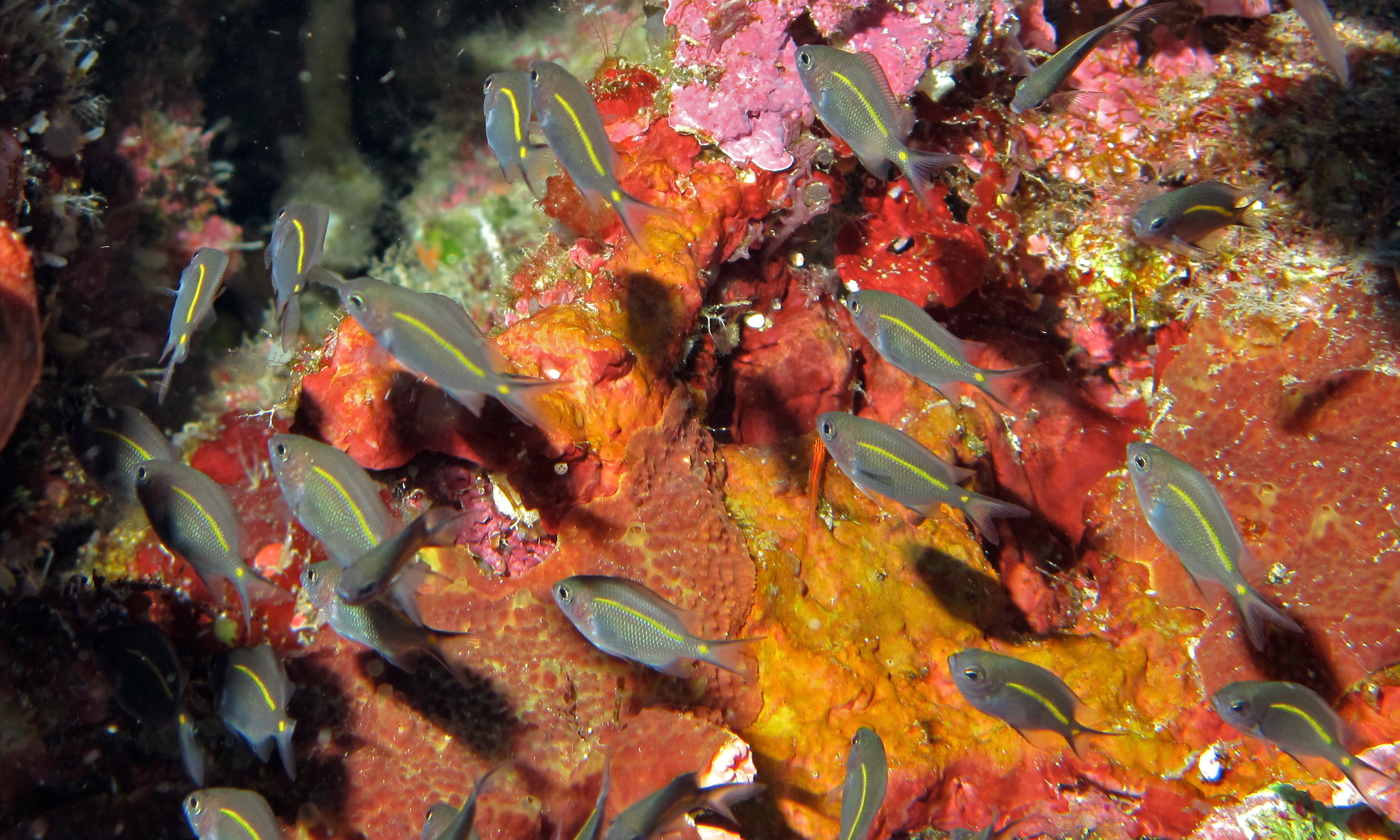
Jungfische, fotografiert bei Bunaken

Durch Beobachtungen im Aquarium ist auch das Fortpflanzungsverhalten der Tiere bekannt. Die Fische sind, wie alle Riffbarsche Substratlaicher, und kleben ihren Laich in einer Höhle oder versteckten Nische an die Wand. Ein Gelege hat nur 30 bis 80 für Fische sehr große Eier. Die Eier werden vom Paar bewacht und mit den Flossen befächelt um Frischwasser zuzuführen. 
Bei einer Wassertemperatur von 25 °C schlüpfen nach 13 bis 14 Tagen voll entwickelte Jungfische, ein pelagisches Larvenstadium oder ein Dottersack für die Ernährung in den ersten Tagen nach dem Schlupf fehlen. Beträgt die Wassertemperatur 27 °C verkürzt sich die Zeitigungsdauer auf 11 bis 12 Tage. Ältere Berichte, das sich die Jungfische wie die der Diskusbuntbarsche (Symphysodon) von der Oberhaut ihrer Eltern ernähren, haben sich nicht bestätigt. Jungfische die getrennt von den Eltern aufgezogen wurden entwickelten sich völlig normal. Mit einer Schlupfgröße von fünf bis sechs Millimeter sind sie vom ersten Tag an in der Lage kleine planktonische Krebstierchen und deren Larven zu fressen.
Im Unterschied zu fast allen anderen Riffbarschen und fast allen anderen Meeresfischen erlischt das Brutpflegeverhalten der Elterntiere nicht nach dem Schlupf der Jungfische, sondern sie setzen es noch für mehr als drei Wochen fort und behüten und beschützen ihre Jungen. Dieses für Korallenfische fast einmalige Verhalten kommt außer bei den Schwalbenschwanz-Riffbarschen nur noch bei den drei Altrichthys-Arten, ebenfalls Riffbarsche und die Schwestergattung von Acanthochromis, und der nicht verwandten Weißstreifen-Aalgrundel (Pholidichthys leucotaenia) vor.